# Protocolo binário SiRF
Protocolo binário SiRF, ou do inglês SiRF Binary protocol, é o protocolo de comunicação padrão utilizado por todas as arquiteturas dos produtos da SiRF.

## Camadas do protocolo

### Transporte
A camada de transporte empacota uma mensagem GPS em dois caracteres de início e dois de parada e adiciona um prefixo de 2 bytes(15 bits) e um checksum também de 2 bytes (15 bits) antes dos dois caracteres de parada. Os valores dos caracteres de início e parada e a escolha de um valor de 15 bits para o checksum e o comprimento assegura que o comprimento e o checksum da mensagem naõ podem ser confundidos com um código de início ou de parada.
| Início de seqüência | Comprimento de Payload | Payload                  | Checksum             | Fim de seqüência |
| ------------------- | ---------------------- | ------------------------ | -------------------- | ---------------- |
| 0xA0, 0xA2          | Dois bytes (15 bits)   | Acima de 2¹º - 1 (<1023) | Dois bytes (15 bits) | 0xB0, 0xB3       |

### Validação da mensagem
A camada de validação é a parte da camada de transporte, porém opera independentemente. A contagem de bytes refere-se à quantidade de bytes de payload. O checksum (soma de teste) é a soma do payload.

### Tamanho do Payload
O tamanho do payload, payload length, é transmitido na ordem do maior byte primeiro seguido pelo menor byte.
| Byte alto | Byte baixo     |
| --------- | -------------- |
| < 0x7F    | Qualquer valor |

Mesmo que o protocolo tenha um comprimento máximo de (2¹5 – 1)bytes, considerações práticas requerem que a implementação do módulo GPS SiRF limite esse valor para um número menor. Os programas de recepção SiRF(e.g., SiRFdemo) podem limitar o tamanho real para algo menor que este máximo.

### Dados de Payload
Os dados de payload seguem o tamanho do payload. Ele contem o número de bytes especificados pelo tamanho do payload. O tamanho do payload pode conter qualquer valor de 8 bits.
Onde valores de múltiplos bytes estiverem nos dados de payload nem o alinhamento nem a ordem de byte são definidos como parte do transporte apesar de que os payloads SiRF irão usar a ordem do maior fim(big-endian).

### Checksum
O checksum é transmitido na ordem do byte mais alto primeiro seguido pelo byte mais baixo. Esta ordem é chamada maior fim(big-endian)
| Byte alto | Byte baixo     |
| --------- | -------------- |
| < 0x7F    | Qualquer valor |

O checksum é uma soma de teste de 15 bits dos bytes nos dados de payload. O seguinte pseudo-código define o algoritmo usado.
```
   A mensagem é o array de bytes a serem enviados pela camada de transporte.
```

```
   O msgLen é o número de bytes no array mensagem a ser transmitido.
```

	Index = first
	checkSum = 0
	while index < msgLen
		checkSum = checkSum + mensagem[Index]
	checkSum = checkSum AND (2¹5 – 1).

## Mensagens de Entrada
Há um conjunto de mensagens que podem ser recebidos por um receptor GPS SiRF, sendo que o tamanho do buffer para essas mensagens de entrada(input messages) é de 912 bytes.
A tabela a seguir lista as mensagens de entrada do protocolo juntamente com seus respectivos códigos.
| Hex | Decimal | Nome                                                                                 | Descrição                                                                                      |
| --- | ------- | ------------------------------------------------------------------------------------ | ---------------------------------------------------------------------------------------------- |
| 35  | 53      | Gerenciamento avançado de energia(Advanced Power Management)                         | Esquema de gerenciamento de energia para o SiRFLoc e SiRFXTrac                                 |
| 80  | 128     | Inicializar a fonte de dados(Initialize Data Source)                                 | Inicialização do receptor e parâmetros associados                                              |
| 81  | 129     | Mudar para o protocolo NMEA                                                          | Habilita mensagens, taxa de saída e taxa de transferência(bauds) do protocolo NMEA             |
| 82  | 130     | Define o Almanaque - Set Almanac - (upload)                                          | Envia um arquivo de almanaque existente para o receptor                                        |
| 83  | 131     | Manipula Dados de Lixo Formatados (Handle Formatted Dump Data)                       | Envia dados formatados                                                                         |
| 84  | 132     | Apuração da versão do software(Poll Software Version)                                | Apura a versão do software carregado                                                           |
| 85  | 133     | Controle da Fonte DGPS                                                               | Correção da fonte DGPS e do sinal de informação do receptor                                    |
| 86  | 134     | Configura(set) a Porta Serial Binária                                                | Taxa em bauds, bits de dados, bits de parada e paridade                                        |
| 88  | 136     | Controle de modo                                                                     | Configuração do modo de Navegação                                                              |
| 89  | 137     | Controlde de máscara DOP                                                             | Seleção de máscara DOP e parâmetros                                                            |
| 8A  | 138     | Modo DGPS                                                                            | Seleção do modo DGPS e do valor de timeout                                                     |
| 8B  | 139     | Máscara de elevação                                                                  | Rastreamento de elevação de mascareamento de navegação(Navigation masks)                       |
| 8C  | 140     | Máscara de força(Power mask)                                                         | Rastreamento de força e mascareamento de navegação                                             |
| 8F  | 143     | Navegação estática                                                                   | Configuração para operação estática                                                            |
| 90  | 144     | Apuração do estado de clock                                                          | Apura o estado de clock                                                                        |
| 91  | 145     | Habilita(set) a porta serial DGPS                                                    | Taxa em bauds da porta DGPS, bits de dados, bits de parada e paridade                          |
| 92  | 146     | Apuração de almanaque                                                                | Apura dados de almanaque                                                                       |
| 93  | 147     | Apuração de efeméride                                                                | Apura dados de efeméride                                                                       |
| 94  | 148     | Atualização rápida(Flash Update)                                                     | Atualiza o software rapidamente                                                                |
| 95  | 149     | Habilita(set) efeméride(upload)                                                      | Envia uma efeméride existente ao receptor                                                      |
| 96  | 150     | Muda o modo de operação                                                              | Seleção do modo de teste, ID do SV(software version?) e período                                |
| 97  | 151     | Habilita parâmetros TricklePower                                                     | Empurra para o modo fixo, duty cycle e sobre tempo                                             |
| 98  | 152     | Apuração dos Parâmetros de Navegação                                                 | Apura os atuais parâmetros de navegação                                                        |
| A5  | 165     | Habilita(set) a configuração UART                                                    | Seleção de protocolo, taxa de transferência em bauds, bits de dados, bits de parada e paridade |
| A6  | 166     | Habilita Taxa de Mensagem                                                            | Taxa de saída de mensagem Binária SiRF                                                         |
| A7  | 167     | Habilita parâmetros de aquisição de baixa potência(Low Power Acquisition Parameters) | Parâmetros de configuração de baixa potência                                                   |
| A8  | 168     | Apuração de Parâmetros de comando                                                    | Apuração de parâmetros:                                                                        |